# Ursuliner
Ursuliner är en katolsk kongregation som grundades i Brescia i Italien i november 1535. Ordens grundare, Angela Merici, ville genom orden främst ge flickor utbildning, men även vårda de sjuka och nödställda. Ordens skyddshelgon är Sankta Ursula.

## Historik
Angela de Merici ledde under 17 år en grupp av kvinnor känd som Den heliga Ursulas sällskap, vilka träffades regelbundet för bön och andakt, men utan att leva och bo tillsammans. År 1544 erkändes de av påven Paulus III. År 1572 förklarade Gregorius XIII sällskapet som en kvinnoorden som skulle leva enligt den helige Augustinus regel. Instiftandet skedde på initiativ av ärkebiskopen i Milano, Carlo Borromeo.
Under det påföljande århundradet stöddes och uppmuntrades ursulinerna av Frans av Sales. I de flesta fall, särskilt i Frankrike, grundade ursulinerna helt slutna grupper och valde att leva i enskildhet. Dessa omnämndes vanligen som "troende ursuliner" till skillnad från de "församlade urslinerna" vilka föredrog att följa den ursprungliga tanken.
]
År 1639 lärde kanadensiska ursuliner ursprungsbefolkningen katekesen. I Québec i Kanada finns också Nordamerikas äldsta utbildningsanstalt för flickor . Deras arbete bidrog till att upprätthålla tron hos den franskspråkiga befolkningen och till missionsverksamheten bland ursprungsbefolkning och mestiser. 
År 1771 etablerade en irländsk församling sig i Cork under ledning av Nano Nagle. I början av 1700-talet, vilket kom att bli ursulinernas blomstringsperiod, omfattade orden cirka 20 församlingar, 350 konvent och cirka 15 000-20 000 nunnor. Systrarna bar en svart dräkt, sammanhållen av ett rep i läder, en svart ärmlös kappa och en åtsmitande huvudbonad med ett vitt dok och ett längre svart dok. 
Angela Merici saligförklarades av Clemens VIII 1768 och helgonförklarades som Sankta Angela Merici av Brescia av Pius VIII år 1807.
Även om några konvent i Europa, Kanada och på Kuba fortsätter att iaktta strikt isolering, har de flesta konvent numera anammat mindre strikta former.